# Julie Bennett
Julie Bennett (* 24. Januar 1932 in Beverly Hills; † 31. März 2020 in Los Angeles) war eine US-amerikanische Schauspielerin und Synchronsprecherin.

## Leben
Julie Bennett begann ihre Schauspielkarriere Anfang der 1950er Jahre, als sie für unterschiedliche Fernsehserien in einzelnen Episoden als Nebendarstellerin gecastet wurde. Bis zu ihrem Karriereende im Jahr 2000 arbeitete sie in über 80 Film- und Fernsehprojekte mit, wobei sie als sowohl vor der Kamera stand, als auch hinter der Kamera ihre Stimme für Zeichentrickprojekte lieh. Bennett spielte immer kleinere Nebenrollen und wirkte in Serien wie Streifenwagen 2150, Rauchende Colts und Das Model und der Schnüffler mit.
Als Synchronsprecherin war Bennett ab Ende der 1950er Jahre regelmäßig für unterschiedliche Zeichentrickprojekte beschäftigt. Sie war häufig für Hanna-Barbera-Produktionen gebucht. Ihre größte Rolle war die der Cindy Bear. Sie sprach die Rolle der Geliebten von Yogi Bär von 1961 bis 1988 in unterschiedlichen Zeichentrickserien und Animationsfilmen. Nachdem Linda Gary, die eigentliche Stimme der Tante May in den Spiderman-Zeichentrickserien, 1995 verstarb, übernahm Bennett ihre Rolle und sprach die Figur in der Zeichentrickserie New Spider-Man.
Neben ihrer Karriere als Schauspielerin arbeitete sie auch als Immobilienmaklerin und Agentin – wobei sie für diese Tätigkeiten nicht unter ihrem Geburtsnamen, sondern unter Pseudonymen arbeitete.
Am 31. März 2020 starb Bennett im Alter von 88 Jahren an den Folgen einer SARS-CoV-2-Infektion.

## Filmografie (Auswahl)

### Schauspielerin
- 1955: Schakale der Unterwelt (Illegal)
- 1957: Erwachsen müßte man sein (Leave It To Beaver, Fernsehserie, eine Folge)
- 1957: Streifenwagen 2150 (Highway Patrol, Fernsehserie, eine Folge)
- 1962: Mutter ist die Allerbeste (The Donna Reed Show, Fernsehserie, eine Folge)
- 1967–1970: Mini-Max oder die unglaublichen Abenteuer des Maxwell Smart (Get Smart, Fernsehserie, zwei Folgen)
- 1970: Wo die Liebe hinfällt (Love, American Style, Fernsehserie, eine Folge)
- 1974: Rauchende Colts (Gunsmoke, Fernsehserie, eine Folge)
- 1981: Goliath – Sensation nach 40 Jahren (Goliath Awaits)
- 1986: Im Feuer der Gefühle (Crossings, Fernsehmehrteiler, eine Folge)
- 1989: Das Model und der Schnüffler (Moonlighting, Fernsehserie, eine Folge)
- 1990: Je reicher, desto ärmer (Thanksgiving Day)

### Synchronsprecherin
- 1961: Yogi Bär (The Yogi Bear Show, Zeichentrickserie)
- 1964: Yogi Bärs Abenteuer (Hey There, It’s Yogi Bear)
- 1973: Yogi's Gang (Zeichentrickserie)
- 1977–1980: Captain Caveman and the Teen Angels (Zeichentrickserie, 39 Folgen)
- 1986: The Real Ghostbusters (Zeichentrickserie, zwei Folgen)
- 1988: The New Yogi Bear Show (Zeichentrickserie)
- 1988: Yogis Entführung ins Weltall (Yogi & the Invasion of the Space Bears)
- 1991: Garfield und seine Freunde (Garfield and Friends, Zeichentrickserie)
- 1997: New Spider-Man (Spider-Man, Zeichentrickserie, sieben Folgen)